# Alpecin–Deceuninck
Alpecin–Deceuninck (UCI kód: ADC) je belgický cyklistický tým na úrovni UCI WorldTeam. Lídry týmu byli v minulosti cyklokrosoví mistři světa Niels Albert, Philipp Walsleben, či Čech Radomír Šimůnek.
V prosinci 2017 tým oznámil, že turecko-nizozemské aerolinky Corendon Airlines a belgická sázková společnost Circus uzavřeli s týmem tříletou sponzorskou smlouvu. Firma Circus, která také sponzorovala tým ERA–Circus, oznámila, že budou podporovat tým do konce cyklokrosové sezóny v březnu.
Před sezónou 2020 získal tým nové hlavní sponzory, a to Alpecin, německou značku šampónů, a Fenix, italskou firmu na designové materiály do interiérů. Zároveň s tím se tým přejmenoval na Alpecin–Fenix. Díky vítězství v žebříčku UCI ProTeamů 2020 získal tým právo se v sezóně 2021 zúčastnit všech Grand Tours.
V roce 2021 byl založen UCI Continental tým pod názvem Alpecin–Fenix Development Team, jenž funguje jako rozvojový tým určený pro výchovu závodníků do 23 let a cyklokrosařů.

## Soupiska týmu
K 1. lednu 2024
- Maurice Ballerstedt (GER) (* 16. ledna 2001)
- Tobias Bayer (AUT) (* 17. listopadu 1999)
- Lars Boven (NED) (* 13. srpna 2001)
- Nicola Conci (ITA) (* 5. ledna 1997)
- Silvan Dillier (SUI) (* 3. srpna 1990)
- Samuel Gaze (NZL) (* 12. prosince 1995)
- Robbe Ghys (BEL) (* 11. ledna 1997)
- Michael Gogl (AUT) (* 4. listopadu 1993)
- Kaden Groves (AUS) (* 23. prosince 1998)
- Quinten Hermans (BEL) (* 29. července 1995)
- Juri Hollmann (GER) (* 30. srpna 1999)
- Jimmy Janssens (BEL) (* 30. května 1989)
- Timo Kielich (BEL) (* 5. srpna 1999)
- Søren Kragh Andersen (DEN) (* 10. srpna 1994)
- Axel Laurance (FRA) (* 13. dubna 2001)
- Senne Leysen (BEL) (* 18. května 1996)
- Xandro Meurisse (BEL) (* 31. ledna 1992)
- Jason Osborne (GER) (* 20. března 1994)
- Jasper Philipsen (BEL) (* 2. března 1998)
- Edward Planckaert (BEL) (* 1. února 1995)
- Jensen Plowright (AUS) (* 15. května 2000)
- Jonas Rickaert (BEL) (* 7. února 1994)
- Oscar Riesebeek (NED) (* 23. prosince 1992)
- Ramon Sinkeldam (NED) (* 9. února 1989)
- Henri Uhlig (GER) (* 1. srpna 2001)
- Fabio Van Den Bossche (BEL) (* 21. září 2000)
- Mathieu van der Poel (NED) (* 19. ledna 1995)
- Stan Van Tricht (BEL) (* 20. září 1999)
- Luca Vergallito (ITA) (* 14. září 1997)
- Gianni Vermeersch (BEL) (* 19. listopadu 1992)

## Vítězství

### Vítězství na národních šampionátech
2015
 Nizozemský cyklokros, Mathieu van der Poel
2016
 Nizozemský cyklokros, Mathieu van der Poel
2017
 Nizozemský cyklokros, Mathieu van der Poel
2018
 Nizozemský cyklokros, Mathieu van der Poel
 Nizozemský silniční závod, Mathieu van der Poel
2019
 Nizozemský cyklokros, Mathieu van der Poel
 Belgický silniční závod, Tim Merlier
2020
 Německý silniční závod, Marcel Meisen
 Nizozemský silniční závod, Mathieu van der Poel
 Belgický silniční závod, Dries De Bondt
2021
 Švýcarský silniční závod, Silvan Dillier
 Německý cyklokros, Marcel Meisen
2022
 Německá časovka do 23 let, Maurice Ballerstedt
 Belgický silniční závod, Tim Merlier